# Froideville (Jura)
Froideville korábbi község (település) Franciaországban, Jura megyében. 2016. április 1-jén Vincentközséggel egyesült és Vincent-Froideville új község része lett.
Lakosainak száma 63 fő (2018. január 1.). Froideville Recanoz, Bois-de-Gand, La Chaux-en-Bresse, Commenailles, Lombard és Vincent községekkel határos.

## Népesség
A település népességének változása:
| Lakosok száma | 70   | 76   | 59   | 54   | 51   | 77   | 73   | 74   | 64   | 63   |
|               | 1962 | 1968 | 1982 | 1990 | 1999 | 2008 | 2011 | 2013 | 2017 | 2018 |